# Багши
Багшите, също бакши или бахши (на узбекски: baxshi; на туркменски: bagşy/багшы; на казахски: баксы; киргизки: на киргизки: бакшы), са народни певци и разказвачи в региона на Средна Азия – в Узбекистан, Туркменистан, Киргизстан и Казахстан.
Изиграват голяма роля в опазването на фолклорното наследство на тези страни.
Багшите изпълняват народни песни и дастани – дълги епически произведения, в които се редуват проза и поезия. Наред с тези старинни фолклорни произведения изпълняват и лични творби, създадени в духа на традицията. Акомпанират си често с 2-струнния народен инструмент дутар.